# 阿官國際餐飲集團
阿官國際餐飲股份有限公司（英語：A-KUAN International Restaurant. Co., Ltd.，簡稱：阿官國際餐飲集團、阿官集團）是臺灣餐廳連鎖集團，總部位於臺中市西屯區，2009年創立；董事長為官承纁。

## 簡介
阿官國際餐飲集團目前旗下品牌有阿官火鍋專家、元手壽司、全鴨坊、頂園燒鵝担仔廚房、TheCURVE咖啡工廠、牛比蔥壽喜燒等眾多品牌，阿官集團的餐飲類別橫跨小火鍋、麻辣鍋、日式料理、壽喜燒、咖啡與早午餐等，主攻中價位路線。

## 歷史

### 企業發展
- 1998年，成立阿官火鍋專家品牌，第一家店於臺中市西屯區精誠商圈開幕。
- 2001年，成立譚英雄品牌。
- 2002年，阿官火鍋專家進駐新光三越百貨台北信義A8館。
- 2006年，成立和原日式家庭料理品牌
- 2009年，成立元手壽司品牌。
- 2012年，成立元也cafe&meal品牌。[3]
- 2013年，成立頂園燒鵝擔仔廚房品牌。
- 2014年，成立The Curve 精品咖啡烘豆工廠品牌。
- 2016年，成立牛比蔥壽喜燒品牌。
- 2018年，成立正官家韓式家庭味品牌。
- 2018年，成立全鴨坊品牌。
- 2020年，全鴨坊餐廳獲選2020年米其林餐盤推薦餐廳。
- 2021年，全鴨坊餐廳獲選2021年米其林餐盤推薦餐廳。[4]
- 2022年，阿官火鍋專家進駐台北101。

## 旗下品牌
- 阿官火鍋專家
- 譚英雄麻辣鴛鴦火鍋
- 元手壽司
- 頂園燒鵝担仔廚房
- The CURVE Coffee Roasting Co
- 牛比蔥壽喜燒
- 全鴨坊

## 外部連結
- 阿官國際餐飲集團 （页面存档备份，存于）（中文）
- 阿官國際餐飲集團的Facebook專頁